# Septeto Nacional
Septeto Nacional (National Septet), eller Septeto Nacional de Ignacio Piñeiro, är en musikgrupp som spelar son, vilket är en föregångare till salsamusiken. Gruppen startade som en sextett 1927 i centrala Havanna. 1929 uppträdde gruppen i samband med World Exposition i Sevilla, och 1933 bjöds de in till "Century of Progress" World Exposition in Chicago. Samma år tog Lázaro Herrera över gruppen då Ignacio Piñeiro lämnade den av ekonomiska orsaker. Gruppen splittrades 1937 men samlades åter 1940 för en reunion och vid ett TV-framträdande 1954. Efter den kubanska revolutionen 1959 började gruppen spela igen och de spelar fortfarande. CD:n Poetas del Son nominerades till en grammy 2004.

## Diskografi
- Sin Rumba No Hay Sol (2010)
- Desafiando al Destino
- Poetas del Son
- Clásicos del Son
- Mas Cuba Libres
- Havana Mood
- Hecho en Cuba
- Son Soneando
- Imperdonables
- 50 Aniversario
- El Son De Altura
- Entre Preciosas Palmeras
- Imperdonable
- Lejana Campiña
- Más Cuba Libres
- Son de la Loma
- Soneros De Cuba